# دیوید چالمرز
دیوید جان چالمرز (به انگلیسی: David John Chalmers) (زاده ۲۰ آوریل ۱۹۶۶) فیلسوف و دانشمند علوم شناختی در زمینه فلسفه ذهن و فلسفه زبان است. وی استاد دانشگاه ملی استرالیا و دانشگاه نیویورک و همچنین مدیر مرکز خودآگاهی در دانشگاه ملی استرالیا است. در سال ۲۰۱۳ او به عنوان همکار فرهنگستان هنر و علوم آمریکا انتخاب شد.

## ره یافتهای فلسفی
کار معروف وی در فلسفه ذهن طرح مسئله دشوار خودآگاهی است. این مسئله را در کتاب ذهن خودآگاهی و مقاله رویارویی با مشکل دشوار خودآگاهی مطرح کرده‌است. چالمرز میان مشکلات آسان خودآگاهی از قبیل یافتن همبسته‌های عصبی آگاهی و مشکل دشوار خودآگاهی تمایز قائل می‌شود. مشکل دشوار این است که اصلاً چرا خودآگاهی وجود دارد؟ چگونه از سازوکارهای فیزیکی و عصبی خودآگاهی ظهور می‌یابد؟ این دیدگاه تجربه ذهنی را که به کیفیات ذهنی معروفند، مستقل از رفتار در نظر می‌گیرد. به نظر او میان دستگاه فیزیکی و دستگاه ذهنی یک شکاف تبیینی وجود دارد.
او در استدلال‌های خود یک زامبی فلسفی ابداع می‌کند: زامبی همانند یک شخص معمولی رفتار می‌کند و سخن می‌گوید اما فاقد هرگونه تجربه ذهنی است. چالمرز استدلال می‌کند که زامبی تصورپذیر بوده و از لحاظ منطقی ممکن است.

## فلسفه ذهن
تفاوت اساسی بین مسائل ساده (شناختی) و مسئله دشوار (پدیداری) آگاهی در این است که مسائل آسان حداقل به لحاظ نظری از طریق استراتژی غالب در فلسفه ذهن یعنی فیزیکالیسم قابل پاسخگویی هستند. قائلان به غیرحذف‌انگاری (مانند چالمرز، نیگل، سرل و ...) با طرح مسئله شکاف تبیینی، به دوگانه انگاری نزدیک میشوند؛آنچه چالمرزآنرا «دوگانه انگاری طبیعی[2]» مینامد؛ دوگانه انگاری است چون معتقد است امور ذهنی به لحاظ وجودشناختی متمایز و غیرقابل تحویل به سیستمهای فیزیکی هستند و طبیعی انگاری است چون معتقد است امور ذهنی از سیستم‏های فیزیکیای مانند مغز ظهور[3] مییابند. ... . چالمرز چنین تلقیای را «دوگانهانگاری ویژگی[4]» مشخص میکند. چالمرز استدلال می‌کند که آگاهی یک ویژگی بنیادی است که از نظر هستی‌شناختی مستقل از هر ویژگی فیزیکی شناخته شده (و یا حتی ویژگیهای فیزیکی ممکن) است،  ولی احتمالاً شبهقوانینی روان‌فیزیکی[5] وجود دارند که تعیین می‌کنند کدام سیستم‌ فیزیکی با کدام نوع کیفیت مرتبط است. ادامه اعتقاد به چنین قوانینی باعث میشود که او نسبت به ایدهی «همهآگاهپنداری[6]» که خودش آنرا «همهپیشآگاهپنداری[7]» مینامد، گشوده باشد: ایدهای که همهچیز را یا لااقل «موجودات فیزیکی بنیادین[8]» را آگاه میداند. 
1. ↑  «philosophy.fas.nyu.edu». بایگانی‌شده از اصلی در ۱۷ مه ۲۰۱۷. دریافت‌شده در ۷ نوامبر ۲۰۱۴.

(Chalmers, 2013) چالمرز میداند این ایده (یعنی همهآگاهپنداری) او را در تقابل با اغلب همعصرانش قرار میدهد.
استدلال چالمرز بر همهآگاهپنداری به صورت دیالکتیک هگلی ارائه میشود؛ که مطابق آن همهآگاهپنداری به عنوان سنتزی از تزِ ماتریالیسم و انتیتزِ دوگانهانگاری بروز[9] مییابد. در این مسیر، پیش‌فرض‌های کلیدی برهان علی[10] ماتریالیسم و برهان تصورپذیری[11] برای دوگانهانگاری، همگی با نسخه خاصی از همه‏آگاه‏پنداری به عنوان یک سنتز تطبیق داده می‌شوند. این سنتز به نوبه خود، آنتیتزش را در خود دارد: همهپیشآگاهپنداری؛ که همانطور گفته شد موجودات فیزیکی بنیادین را «پیشآگاه[12]» میداند. چالمرز اذعان میکند که همهآگاهپنداری و همهپیشآگاهپنداری تحت یگانهانگاری راسلی[13] سنتز می شوند و سپس با یک آنتیتزِ جدید، یعنی مشکل ترکیبی[14] مواجه می شوند. ادامهی این بحث و این سوال که آیا سنتز جدیدی وجود دارد یا خیر همچنان باز است! (Chalmers, 2013) 

## تألیفات
- ذهن خودآگاه (۱۹۹۶)
- به سوی علم خودآگاهی (۱۹۹۹)
- فلسفه ذهن: متون کلاسیک و معاصر (۲۰۰۲)
- کاراکتر خودآگاهی (۲۰۱۰)
- ساختن جهان (۲۰۱۲)